# Maggese

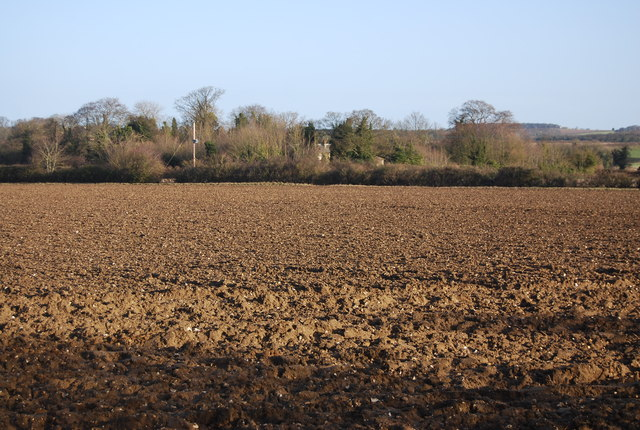
Campo lasciato a maggese

Il maggese è una tecnica agricola in cui i terreni arabili vengono lasciati senza semina per uno o più cicli vegetativi al fine di incrementarne la fertilità. Il termine indica, per estensione, lo stesso terreno sottoposto a tale pratica, nonché il complesso delle operazioni necessarie per realizzarla.
La tecnica della rotazione è utilizzata principalmente in agricoltura e negli avvicendamenti colturali generalmente in zone a clima caldo - arido. Il maggese rappresenta un'annata di "riposo" del terreno con lavorazioni periodiche capaci di tenerlo pulito da erbe infestanti e contemporaneamente mosso in superficie. La forma classica prevede quattro lavorazioni del terreno (arature) che si susseguono, distanziate di circa 45 giorni, da marzo ad agosto, e possiedono profondità variabile: molto leggera l'ultima e più profonde la prima e la terza.
Dalla raccolta della coltura precedente alla prima lavorazione nasce e si sviluppa durante l'autunno-inverno una vegetazione spontanea la cui produzione (erba) può esser sfruttata per l'alimentazione animale. Viene messo al riposo per 1 o più anni.
Gli effetti del maggese sono vari:
- limitazione delle perdite di umidità per evaporazione;
- mineralizzazione della materia organica;
- contrasto efficace alle erbe infestanti.

## Etimologia
Maggese viene dal latino Maius (maggio). Era, infatti, in quel mese che si era soliti dissodare il campo.

## Usi principali

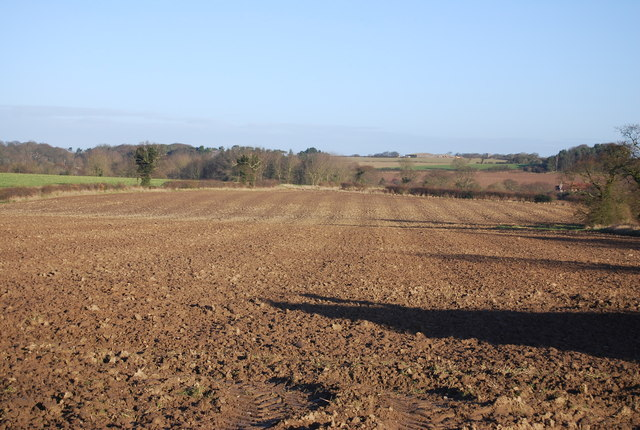
Campo incolto

Durante la coltivazione le piante assorbono dal terreno non solo acqua ma anche nutrienti minerali, indispensabili per la loro crescita, togliendoli così dal terreno. Per permettere la loro ricostituzione viene lasciato il terreno a maggese, lasciando mineralizzare la sostanza organica e permettendo il miglioramento della struttura fisica del suolo, anche attraverso l'apporto di idrometeore.
Se un terreno diventa arido, ovvero senza sali, diventa impossibile la coltivazione (come è successo in Irlanda, nella quale è possibile coltivare quasi esclusivamente patate). Per questo la rotazione delle colture prevede il maggese.
Altro fattore rilevante è che alle piante assai spesso si associano patogeni (virus, batteri, funghi, fanerogame, ecc.) i quali sono specifici di una determinata coltura: ponendo il terreno a maggese e/o effettuando rotazioni si riduce l'inoculo del patogeno.

## Sostituzione del maggese
Nel XVII secolo, in Inghilterra, durante la rivoluzione agricola britannica, per aumentare la redditività dell'azienda agraria, il maggese venne sostituito dalle coltivazioni foraggere, quelle che cioè producono il cibo per il bestiame. Ciò produsse un incremento delle risorse agricole a disposizione dell'allevamento, con conseguente aumento dei capi di bestiame. Tutto ciò senza perdere la funzione di reintegro di nutrienti minerali che forniva il maggese: infatti le piante foraggere sono azotofissatrici e fertilizzano il terreno.